# グラン＝プラス
グラン＝プラス (Grand-Place, Grand'Place) は、ベルギーまたはフランス北部地方の町の中心にある広場を指し示す、フランス語における総称。
ベルギーのグラン＝プラス (ブリュッセル)と、フランスのリールにあるグラン＝プラスが最も有名である。グラン＝プラスは、その地方の核となる町の中心地であり、町で最も大きな市場が開かれる場所でもあった。